# Vinnîțki Stavî, Vasîlkiv
Vinnîțki Stavî (în ucraineană Вінницькі Стави) este o comună în raionul Vasîlkiv, regiunea Kiev, Ucraina, formată numai din satul de reședință.

## Demografie
Componența lingvistică a comunei Vinnîțki Stavî
     Ucraineană (94,82%)
     Rusă (3,96%)
     Alte limbi (0,91%)
Conform recensământului din 2001, majoritatea populației comunei Vinnîțki Stavî era vorbitoare de ucraineană (94,82%), existând în minoritate și vorbitori de rusă (3,96%).